# Municipio de Tonatico
El municipio de Tonatico es uno de los 125 municipios del Estado de México, tiene una superficie de 137,971 km² la cabecera municipal es la población deTonatico. Se ubica al sur del estado y limita al norte con el municipio de Ixtapan de la Sal; al sur con el Estado de Guerrero; al este con el municipio de Zumpahuacán y al oeste con el municipio de Pilcaya. El primero de diciembre del 2020 fue nombrado por la Secretaría de Turismo Federal como Pueblo Mágico después de haber sido reconocido como uno de los 25 Pueblos con encanto de la entidad .

## Toponimia
Su nombre viene del náhuatl "Tonatiuh-co", que se compone de Tonatiuh: "Sol", y co: “lugar”, y que significa “lugar del sol”

## Geografía
Tonatico se localiza la parte sur del Estado de México entre los paralelos 99° 40’ longitud oeste, y 18º 48’ de latitud norte. La mayoría del territorio se ubica a los 1,650 metros sobre el nivel del mar. El “Cerro de Tlacopan” es la parte más alta, con 2,125 m s. n. m. y “la junta de los ríos” es la parte más baja con 1,440 m s. n. m.
Limita al norte y al poniente con el municipio de Ixtapan de la Sal, al sur con el municipio de Pilcaya, Gro., y al oriente con el municipio de Zumpahuacán. Una pequeña punta de tierra del municipio de Villa Guerrero, entra por el norte entre Zumpahuacán e Ixtapan de la Sal.
Tonatico es conocido por sus Aguas Termales como el Balneario Municipal de Tonatico, también visitantes pueden conocer el Salto de Zumpantitlán, conocido por los locatarios Parque del Sol donde puede apreciar la maravillosa vista de una cascada y puentes colgantes.

## Turismo
Tonatico es reconocido por la Secretaría de Turismo como uno de los 12 Pueblos Mágicos pertenecientes al Estado de México por contar con un basto patrimonio cultural, histórico, natural e intangible.

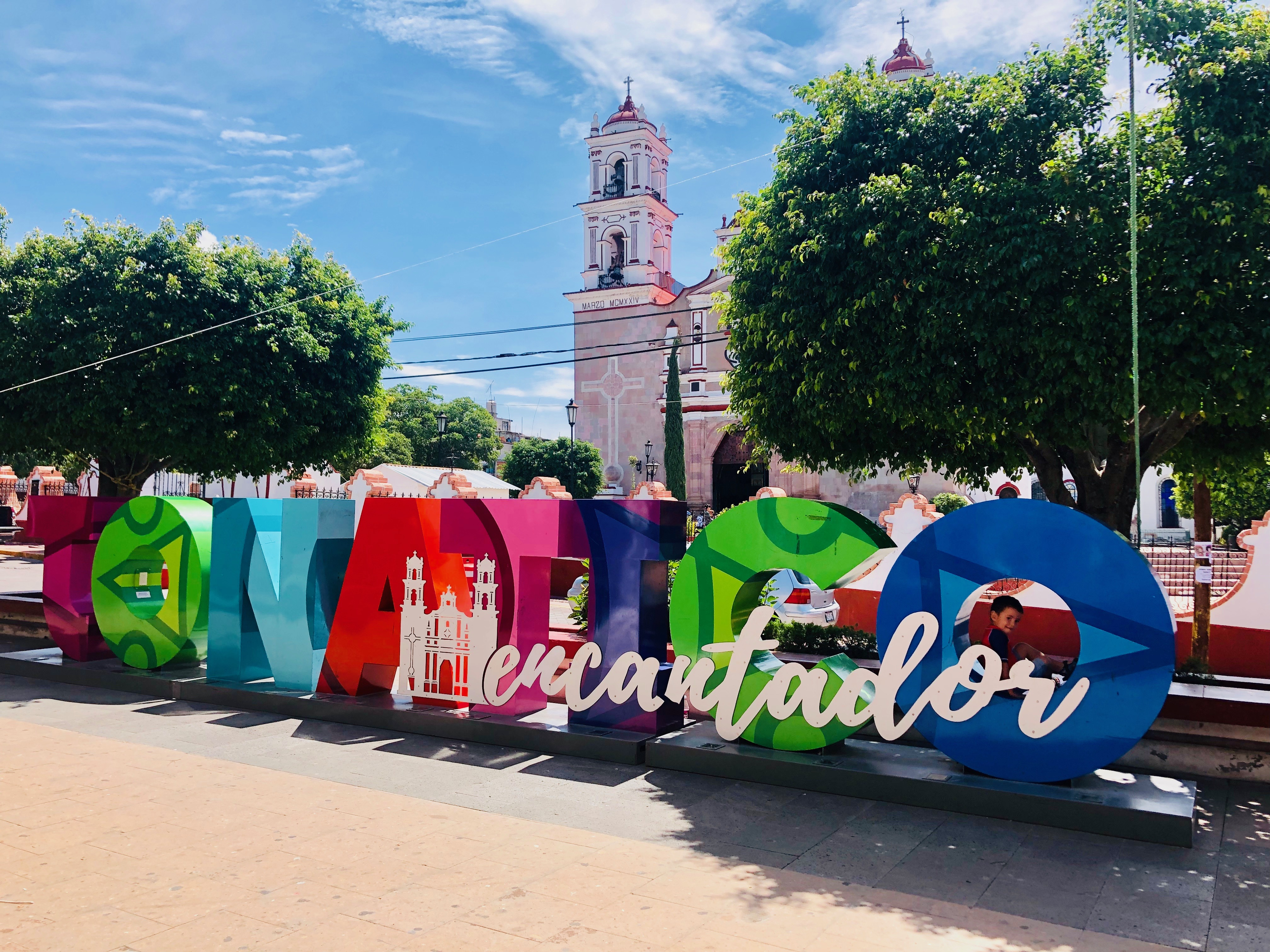
Explanada del Municipio de Tonatico, Estado de México.

Las Grutas de la Estrella, son un impresionante atractivo, que están ubicadas a 12 km al sur de Tonatico por la carretera a Taxco. Este atractivo  turístico cuenta con dos recorridos; el recorrido sencillo que dura un promedio de 45 minutos por la gruta normal y otro más extenso que dura entre 2 o 3 horas e que deportes extremos como rápel y nadar por el río subterráneo en aguas frías que están a un promedio de 6 grados de temperatura.
Un atractivo más de éste "Pueblo con encanto" es la Feria en honor a "Nuestra Señora. De Tonatico", que se festeja invariablemente del último domingo de enero al 2 de febrero de cada año. Famosa en todo el Estado de México y alrededores por sus milagros, la imagen de nuestra Sra. de Tonatico, es visitada por miles de peregrinos cada año, que aprovechan para disfrutar de la música, danzas, fuegos pirotécnicos y rituales que se ofrecen como agradecimiento a los favores recibidos por La virgen.
Engrandecen ésta tradicional feria los jaripeos, peleas de gallos,  bailes populares, así como el comercio de productos como calzado, ropa, dulces, comidas típicas, frutas y artesanías de madera, cestería, orfebrería y talabartería que llegan de varios estados de la República Mexicana.

## Artesanías
Encontrarás una rica tradición artesanal que involucra a 116 talentosos artesanos en cinco áreas diferentes.
- Gastronomía Artesanal: Aquí puedes probar licores especiales con sabores únicos y una historia detrás. Los artesanos locales mezclan sabores tradicionales que te llevarán a un viaje por la región.
- Fibras Vegetales: Los artesanos expertos transforman fibras naturales en hermosas cestas tejidas. Cada cesta es una obra de arte práctica, perfecta para llevar un toque de naturaleza a tu casa.
- Textiles: Los tejedores locales crean coloridos caminos de mesa que cuentan historias. Estos textiles no solo decoran tu mesa, sino que también conectan el pasado y el presente de Tonatico a través de cada hilo.
- Cartonería y Papel: Las Catrinas son figuras únicas que celebran el Día de los Muertos. Hechas de papel y cartón, muestran cómo la creatividad puede honrar a aquellos que han fallecido, creando un vínculo especial entre el pasado y el presente.
- Orfebrería y Joyería: Los artesanos locales crean aretes deslumbrantes usando metales preciosos. Cada par de aretes es una pieza elegante que refleja la habilidad de los orfebres y la belleza de Tonatico.

## Demografía

### Localidades
En el municipio de Tonatico se localizan un total de 17 localidades, siendo las principales y su población en 2010 las siguientes:
| Localidad              | Población |
| Total Municipio        | 25 809    |
| Tonatico               | 7 565     |
| San Gaspar Tonatico    | 8 624     |
| El Terrero             | 1 273     |
| La Puerta de Santiago  | 655       |
| San José de los Amates | 487       |
| La Audiencia           | 398       |

## Patrimonio

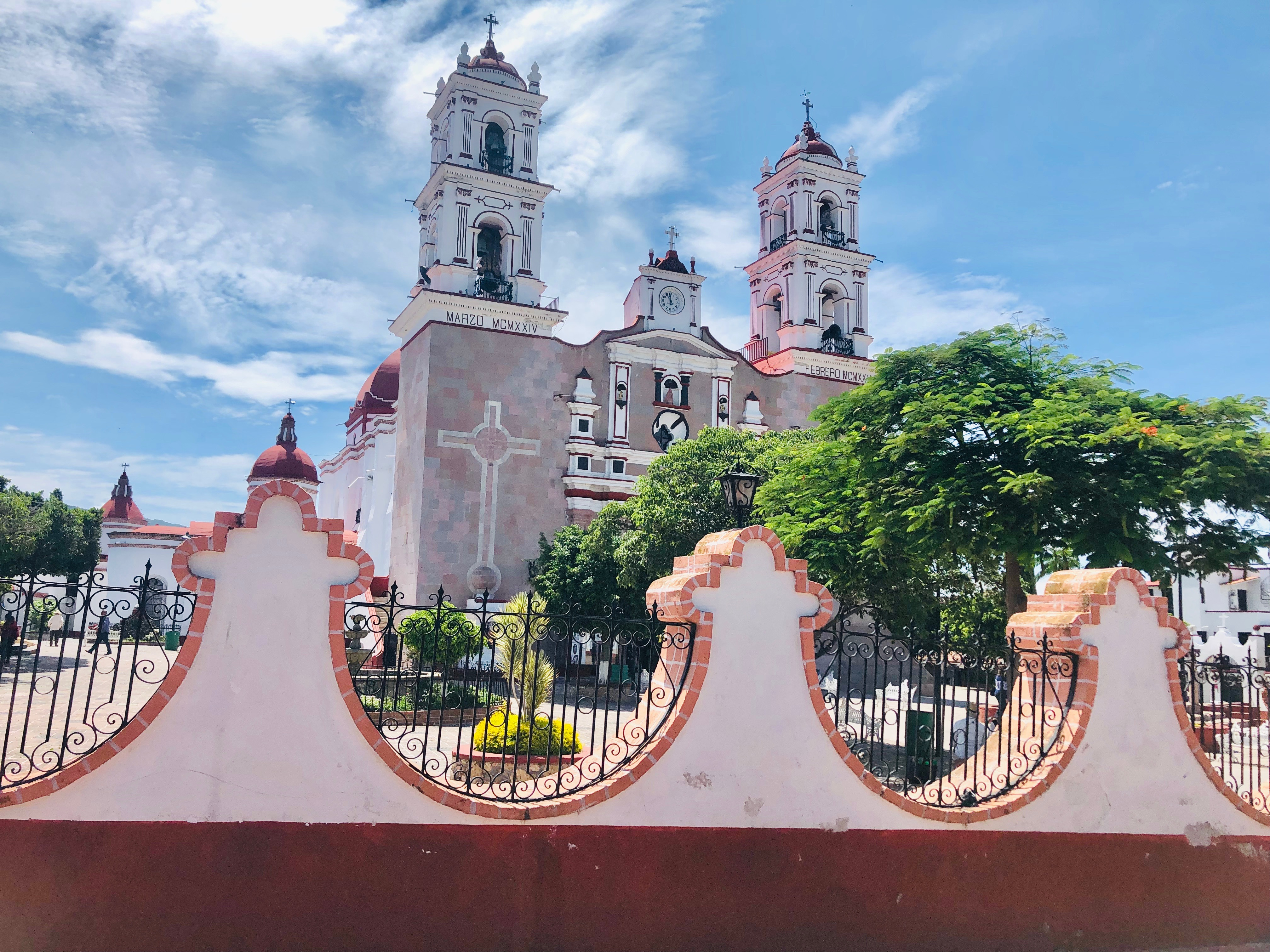
Parroquia de Nuestra Señora de Tonatico.

### Natural
- Parque ecoturístico: Conocido como Parque del Sol y su Salto de Tzumpantitlán, cuenta con palapas, puentes colgantes, chapoteaderos y juegos infantiles para el disfrute de las familias. Su principal atracción es el gran Salto de Tzumpantitlán, una impresionante caída de agua con más de 50 metros que se precipita al fondo de un barranco.[4]
- Reserva ecológica: más conocida como las Grutas de la Estrella, donde se encuentran cavernas situadas al interior del Cerro de la Estrella con impresionantes formaciones como las estalagmitas y estalactitas que junto con las paredes de las grutas crean figuras atractivas para el turismo local e internacional. En su interior hay un acantilado de 15 metros, donde expertos guías ofrecen practicar rápel y recorrer el río subterráneo. En temporada de lluvia se puede apreciar una hermosa cascada que se pierde en las aguas de los ríos Chontalcoatlán y San Jerónimo.
- Parque ecológico.

### Cultural

#### Bibliotecas
Según el Sistema de Información Cultural de México, Tonatico cuenta con siete bibliotecas adscritas al Gobierno Municipal:
- Pablo Fuentes Castañeda
- Oscar Vázquez Illana
- Raúl Morales Morales
- Adolfo López Mateos
- Carmen Rea Castañeda
- Jaime Torres Bodet
- Profra. Reynalda Morales

### Histórico

#### Monumentos
- Pueblo Viejo: Es un sitio muy apreciado por quien vive en el Pueblo Mágico de Tonatico. Aquí se encuentran los vestigios arquitectónicos del primer templo que resguardaba la imagen de Nuestra Señora de Tonatico.

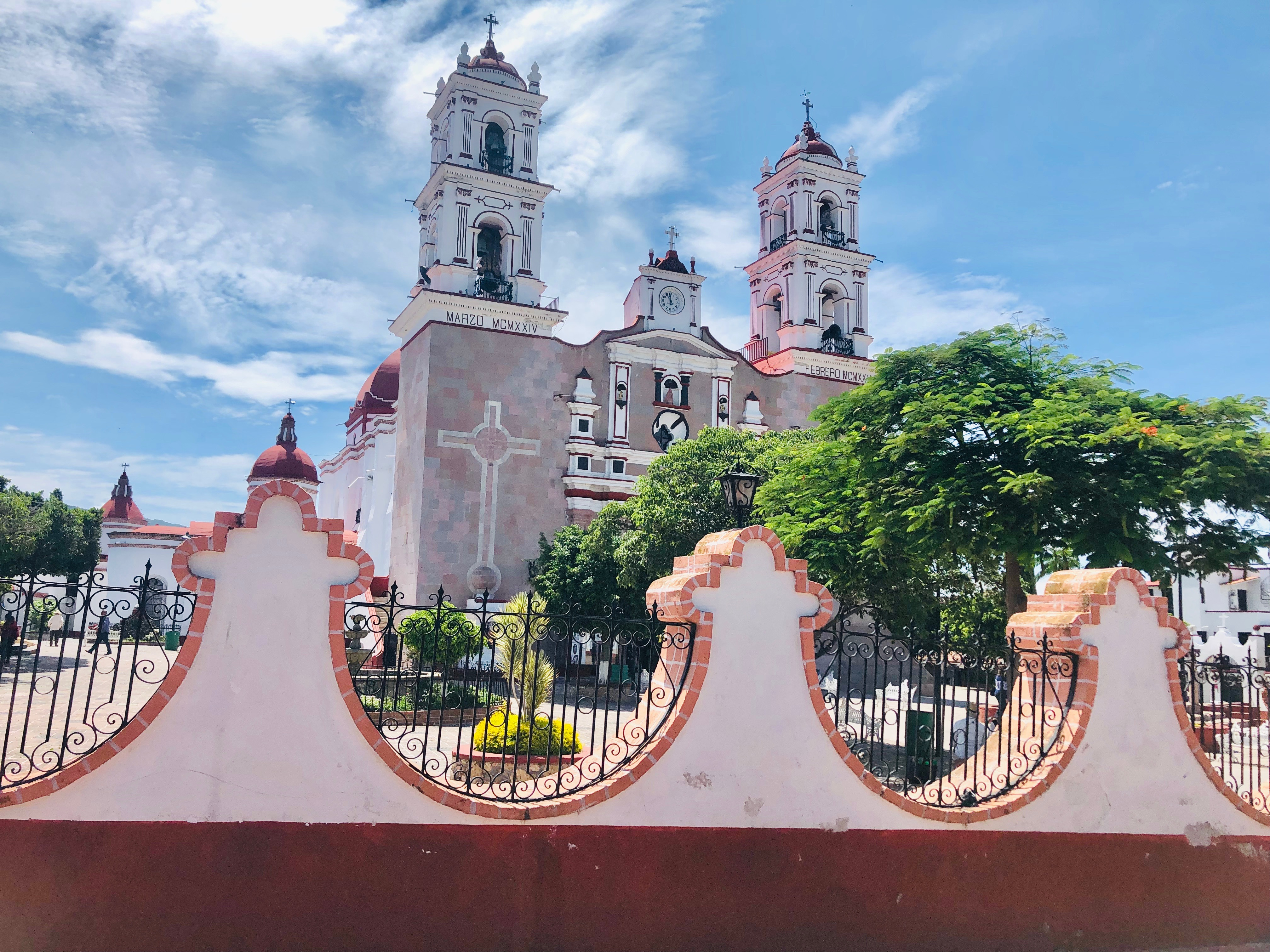
Parroquia de Nuestra Señora de Tonatico

- Parroquia de Nuestra Señora de TonaticoMirador del Carro de la Cruz: De día o de noche, aquí podrás disfrutar de una vista inigualable del Pueblo Mágico ya que se encuentra sobre la cumbre de un cerro en la comunidad del Rincón.

#### Iglesias
- Santuario de Nuestra Señora de Tonatico: Construido en 1660, es considerado uno de los más bellos del Estado de México y por ello, fue declarado santuario en 1968, al ser el único de la Orden Mariana en la región.
- Capilla del Señor de la Salud (El Calvario): Para quienes gustan del turismo religioso y de la arquitectura del pasado, este lugar es perfecto para adentrarse al siglo XVII y descubrir el enigmático mundo de los monjes Franciscanos.

### Intangible
- Feria tradicional en honor a Nuestra Señora de Tonatico
- Desfile por la Independencia:[5] Tonatico, realiza un desfile maravilloso el 27 de septiembre de cada año, con motivo de la consumación de la Independencia de México ese es el pretexto, pero la fiesta es algo muy particular del municipio, el contingente inicia con la escolta de H. Ayuntamiento seguido de los representantes de algunos contingentes de policía federal y militar, a continuación participan escuelas primarias, secundarias y preparatorias del municipio todos vestidos de uniformes de gala, participan otras escuelas de la región que imparten Enfermería, Belleza, y otras carreras técnicas, a continuación pasan las reinas de belleza de Tonatico, y varias de los municipios vecinos que son invitadas a participar y en la que lucen carros alegóricos de sus respectivas regiones. Después de esto viene lo interesante la gente del pueblo representando a los diferentes contingentes que participaron en la lucha armada de la Independencia los gachupines (españoles), vestidos de mezclilla y marchando al grito de uno, uno , uno, los costeños con unos sombreros maravillosamente bordados el lentejuela, los apaches vestidos con medias color rojo, huaraches, falda color rojo con hojuelas de metal, una playera color rojo, un escudo y un penacho muy llamativo, al final los guarines con sus tradicionales trajes de manta cada uno con una historia ya sea local o nacional de crítica política, es realmente un desfile que se presta para un estudio antropológico y social, digno de tomarse en cuenta.

### Gastronomía
Tonatico es un municipio rico en muchas cuestiones una de las actividades económicas que destacan en el pueblo es la elaboración de dulces tradicionales, como lo son las palanquetas, tamarindo y alegría, todo esto se elabora en una comunidad de Tonatico llamada San Josó los Amates, colindante con el municipio de Kuasusco. El platillo típico es la carne de cerdo con huajes, acompañada de una deliciosa agua de lima, tamales de frijol con mole.

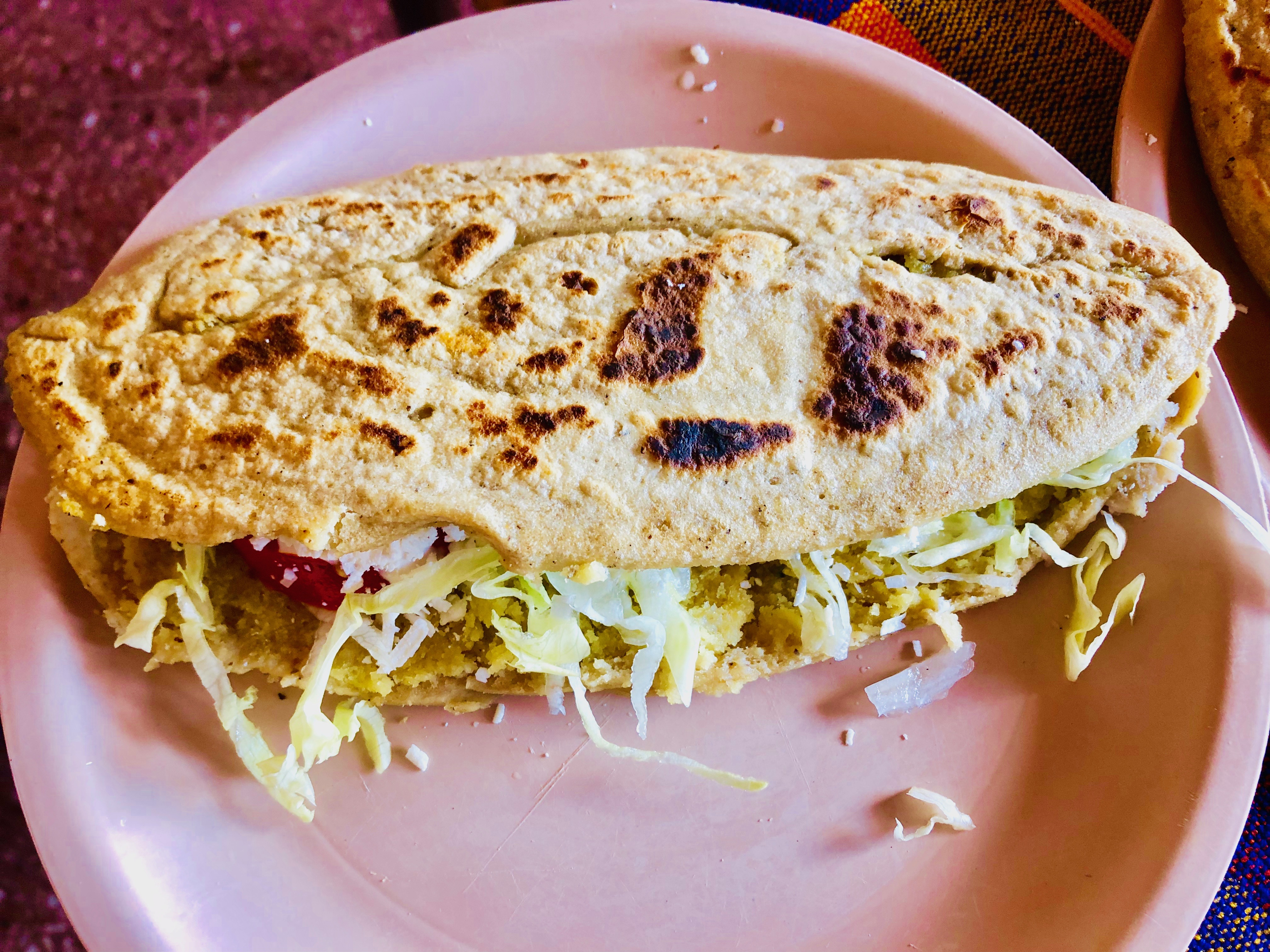
Tlacoyo de Tonatico

### Ciudades hermanadas
Aunque no existe una relación oficial de hermanamiento, en la ciudad estadounidense de Waukegan (Illinois) viven aproximadamente 6.000 personas de Tonatico, según un artículo de febrero del 2017 publicado en el Washington Post. Esta situación ha hecho que, con el paso del tiempo, se hayan creado vínculos continuos entre las dos localidades.

## Política

### Gobierno
| Presidente municipal            | Periodo   |
| ------------------------------- | --------- |
| José Alfredo Colín Guadarrama   | 2000-2003 |
| Arturo Roberto Hernández Tapia  | 2003-2006 |
| Walfre Rolando Albarran Andrade | 2006-2009 |
| José Luis Pedroza Beltrán       | 2009-2012 |
| Elodio Gordillo Méndez          | 2013-2015 |
| Ana Cecilia Peralta Cano        | 2016-2018 |
| Luis Dante López Colín          | 2019-2021 |
| Evelia Marlem Ayala Sanchez     | 2022-2024 |
| César Fuentes Dominguez         | 2025-2027 |

## Economía

### Actividad económica[6]

#### Principales actividades económicas del municipio
- Comercio al por Menor (360)
- Servicios de Alojamiento Temporal y Preparación de Alimentos y Bebidas (143)

#### Infraestructura económica (corredores industriales, mercados)
- Mercado municipal
- Mercado nuevo municipal